# Květy zla

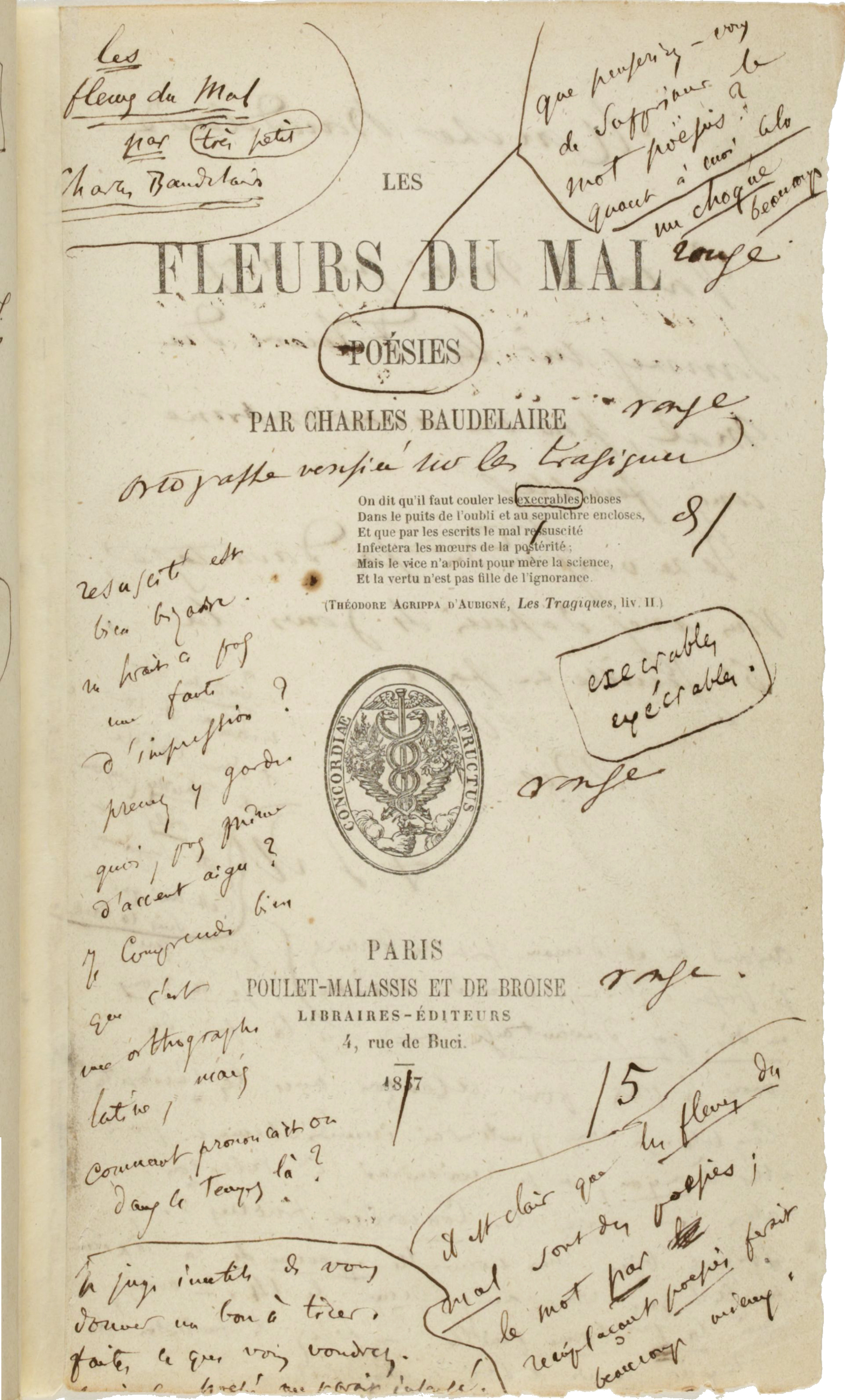
Frontispis vydání des Fleurs du mal z roku 1857, opatřený poznámkami Charles Baudelaira

Květy zla (francouzsky Les Fleurs du mal) je známá básnická sbírka francouzského spisovatele Charlese Baudelairea (1821–1867). Dílo bylo určující pro evropskou literární modernu.

## Charakteristika díla
Tato básnická sbírka vznikala řadu let; poprvé vyšla roku 1857 (5 částí), posléze již v šesti částech v letech 1861 a 1868. Její autor i vydavatel byli stíhání za urážku náboženské mravnosti i veřejné morálky, řada básní nesměla být uveřejněna vůbec, nakonec bylo zakázáno knihu vydávat.
Kniha obsahuje celkem šest částí, celkem 145 básní. Vůbec nejslavnější a nejrozsáhlejší z nich je 1. oddíl nazvaný Splín a ideál, tyto básně vypovídají o poslání, umění nebo o postavení umělce, hovoří také o ženách, které autor současně miloval i nenáviděl, protože ho přitahovaly i odpuzovaly, tak se v básních střídá milostná touha a krutá bezcitnost.

### Vydání
- BAUDELAIRE, Charles. Květy zla. Překlad Vítězslav Nezval; Doslov Milan Blahynka; Grafická úprava Sylvie Vodáková. 1. vyd. Praha: Mladá fronta, 1964. 232 s. (Květy poezie; sv. 49).
- BAUDELAIRE, Charles. Výbor z květů zla. Překlad Jaroslav Goll, Jaroslav Vrchlický. Praha: J. Otto, 1927. 74 s. Dostupné online.
- BAUDELAIRE, Charles. Květy zla. Překlad Svatopluk Kadlec, Melantrich Praha, 1935. 367s.